# 阿力麻里
阿力麻里（Almalik，又譯阿尔马立克），中亚古城，元朝时称为阿力麻里、阿里马城、阿里麻等，明朝时中文史籍称为阿力马力，曾經是察合台汗國的都城。

## 名稱由來
元太祖十四年（1219年），耶律楚材随成吉思汗西征，过天山后到阿里马城，他说城里种满野苹果，树荫蓊翳，当地人操突厥语，称野苹果为“阿里马”。阿里马城即野苹果城之意。

## 地理位置
阿尔马立克城位天山与伊犁河之间（城西為伊犁河），今中國新疆伊犁州霍城县一帶（這裡是突騎施人的弓月城）。古城已不存在。在元代，當地是中西交通的要衝，以及中亞地區重要的政治經濟中心。《长春真人西游记》對阿尔马立克城有以下的记录：“至阿里马城。……宿于西果园。土人呼果为阿里马，盖多果实，以是名其城。其地出帛，目曰秃鹿麻，盖俗所谓种羊毛织成者。时得七束，为御寒衣。其毛类中国柳花，鲜洁细软，可为线，为绳，为帛，为绵。农者亦决渠灌田，土人唯以瓶取水，戴而归”。

## 歷史
据波斯史學家记载，元太祖六年（1211年）阿馬力國斡匝兒国王（屬葛逻祿族）臣服于成吉思汗。随后被西辽君主屈出律杀死，成吉思汗令其子昔格納克特勤继位，并将长子术赤之女嫁给阿马力国的新国王。后来阿马力国王随成吉思汗西征。
13世紀初，為葛邏祿部族所居，成吉思汗西征後佔領該地，成為察合台的駐地。後阿里不哥與忽必烈爭汗位，窩阔台率兵佔領該地，後又為窩闊台汗國海都汗所據。元至元五年（1268年），才由忽必烈率軍佔領。但次年該地統治者再度叛元，該地再成為察合台汗國首都。元元統二年（1334年），察合台汗國分裂為東西兩部，東察合台汗國的禿忽魯帖木兒以阿力麻里為都。
明永乐十一年（1413年），吏部验封司员外郎陈诚、苑马寺清河監监副李暹出使西域时，曾“顺河西下，约行五十里，于阿力马力（阿里马城）口子出，在河边渡头安营”。
14世紀以後，因戰亂與蒙兀兒人開始定居而逐漸廢棄。
中世紀波斯作家馬哈茂德·伊本·瓦利稱阿力麻里是維吾爾族城市中最遠的。